# Fly Away (Lenny Kravitz)
Fly away is een single van Lenny Kravitz. Het is de vierde single afkomstig van zijn album 5. De bijbehorende videoclip, opgenomen in een club, kwam tot stand onder leiding van Paul Hunter. De titel leende zich voor reclamedoeleinden van een luchtvaartmaatschappij, de Peugeot 206 en televisieprogramma’s daarvover. Fly away was te zien in de film Coyote Ugly.
Er zijn diverse persingen van deze single waarbij het nummer werd vergezeld door diverse B-kanten.

## Hitnotering
Het stond tien weken in de UK Singles Chart met daarvan een week op de eerste plaats.

### Nederlandse Top 40
Fly away bleef in de tipparade steken.

### NederlandseSingle Top 100
| Positie: | 87 | 67 | 61 | 55 | 50 | 49 | 51 | 57 | 67 | 81 | uit |

### BelgischeBRT Top 30/ VlaamseUltratop 50
Geen notering, het kwam niet verder dan de tipparade

### NPO Radio 2 Top 2000
Fly Away stond alleen in 2014 in de NPO Radio 2 Top 2000, op plek 1811.